# کلود جوترا
کلود جوترا (فرانسوی: Claude Jutra‎؛ ۱۱ مارس ۱۹۳۰ – ۵ نوامبر ۱۹۸۶) یک کارگردان، هنرپیشه، و فیلم‌نامه‌نویس اهل کانادا بود.
به افتخار او و به دلیل اهمیت آثار وی در تاریخ سینمای کبک، نام کلود جوترا، عنوان جوایزی را از سوی آکادمی سینما و تلویزیون کانادا به خود اختصاص داد. در سال ۲۰۱۶ پس از انتشار اتهامات وی در خصوص آزار جنسی کودکان زیر سن قانونی در طول حیات خود، این جوایز تغییرنام داده شد.